# Deportivo Toluca
Deportivo Toluca Fútbol Club S.A. de C.V., cunoscut ca Deportivo Toluca, Club Toluca, sau simplu Toluca, este un club de fotbal din Toluca, México, Mexic. Echipa evoluează în Liga MX și își dispută meciurile de acasă pe Estadio Nemesio Díez.
Toluca este unul din cele mai de succes cluburi de fotbal mexicane, fiind de zece ori campioană națională.

## Lotul actual
| Nr. |           | Poziție | Jucător              |
| --- | --------- | ------- | -------------------- |
| 1   | Mexic     | P       | Hugo González        |
| 2   | Mexic     | F       | Diego Barbosa        |
| 3   | Mexic     | F       | Antonio Briseño      |
| 4   | Uruguay   | F       | Bruno Méndez         |
| 5   | Argentina | M       | Franco Romero        |
| 6   | Uruguay   | F       | Federico Pereira     |
| 7   | Mexic     | M       | Juan Pablo Domínguez |
| 8   | Argentina | M       | Nicolás Castro       |
| 9   | Mexic     | M       | Alexis Vega          |
| 10  | Mexic     | M       | Jesús Angulo         |
| 11  | Brazilia  | M       | Helinho              |
| 12  | Mexic     | M       | Isaías Violante      |
| 13  | Brazilia  | F       | Luan Garcia          |
| 14  | Mexic     | M       | Marcel Ruiz          |
| 16  | Mexic     | M       | Héctor Herrera       |

| Nr. |                            | Poziție | Jucător             |
| --- | -------------------------- | ------- | ------------------- |
| 17  | Mexic                      | F       | Mauricio Isais      |
| 20  | Mexic                      | F       | Jesús Gallardo      |
| 22  | Mexic                      | P       | Luis García         |
| 23  | Mexic                      | F       | Oswaldo Vírgen      |
| 24  | Statele Unite ale Americii | M       | Fernando Arce Jr.   |
| 25  | Mexic                      | F       | Everardo del Villar |
| 26  | Portugalia                 | A       | Paulinho            |
| 31  | Paraguay                   | A       | Robert Morales      |
| 33  | Mexic                      | M       | Victor Arteaga      |
| 35  | Mexic                      | F       | Álek Álvarez        |

## Palmares
- Primera División de México (10): 1966-67, 1967–68, 1974–75, Verano 1998, Verano 1999, Verano 2000, Apertura 2002, Apertura 2005, Apertura 2008, Bicentenario 2010
  - Vice-campioană (6): 1956-57, 1957–58, 1970–71, Invierno 2000, Apertura 2006, Apertura 2012
- Segunda División de México: (1) 1952-53
- Copa México: (2) 1955-56, 1988–89
- Campeón de Campeones: (4) 1966-67, 1967–68, 2002–03, 2005–06

### Internațional
- CONCACAF Champions' Cup: (3) 1836 ,1968, 2003

### Neoficiale
- Copa Orgullosamente Marty: 1998
- Copa Chihuahua-El Heraldo: 2008
- III Torneo Pentagonal Internacional de la Ciudad de México: 1960
- Singapore International Foursquare: 1999
- Trofeo Hispanomexicano: 2003
- México-Yemen: 2008 Sub-15

## Antrenori
| - Gaspar Rubio (1958–59) - Ignacio Trelles (1966–68) - Ricardo de León (1974–75) - Carlito Peters (1975–76) - Jose Nogueira (1976–77) - José Vela (1977) - Jorge Marik (1977–82) - José Antonio Roca (1982–84) - José Luis Estrada (1984–85) - Árpád Fekete (1986) - Roberto Matosas (1986–87) - Ignacio Jáuregui (1987–88) - Héctor Sanabria (1988–89) - Raúl Cárdenas (1989–91) - Mario Velarde (1991–92) - José Vantolrá (1992–93) - Roberto Silva Parada (1993–94) - José Pascuttini (1994–95) - Luis Garisto (1995) | - Miguel Ángel López (1996) - Juan Manuel Álvarez (1996–97) - Enrique Meza (Aug 28, 1997–Oct 1, 2000) - Ricardo Ferrero (Oct 2000–Dec 00) - Héctor Hugo Eugui (Jan 2001–July 1) - Ricardo Lavolpe (1 iulie 2001–Oct 26, 2002) - Wilson Graniolatti (Oct 2002–Dec 02) - Alberto Jorge (Dec 2002–Sept 03) - Ricardo Ferretti (Sept 30, 2003–Dec 31, 2004) - Enrique Meza (Jan 1, 2005–10 aprilie 2005) - Pablo Luna (12 aprilie 2005 – 30 iunie 2005) - Américo Gallego (1 iulie 2005 – 30 iunie 2007) - José Pekerman (1 iulie 2007 – 30 mai 2008) - José Manuel de la Torre (1 iulie 2008–Dec 31, 2010) - Sergio Lugo (Jan 1, 2011–30 iunie 2011) - Héctor Eugui (1 iulie 2011–Dec 31, 2011) - Wilson Graniolatti (Jan 1, 2012–30 iunie 2012) - Enrique Meza (1 iulie 2012 – 7 mai 2013) - José Cardozo (8 mai 2013–) |

## Președinți
| Nume                     | Început | Sfârșit |
| ------------------------ | ------- | ------- |
| Román Ferrat Alday       | 1917    | 1923    |
| Fernando Barreto         | 1923    | 1945    |
| Samuel Martínez García   | 1945    | 1953    |
| Luis Gutiérrez Dosal     | 1953    | 1959    |
| Enrique Enríquez         | 1953    | 1953    |
| Nemesio Díez Riega       | 1953    | 1972    |
| Fernando Corona Álvarez  | 1972    | 1977    |
| Germán Sánchez Fabela    | 1977    | 1980    |
| Ernesto Nemer Naime      | 1980    | 1981    |
| Jesús Fernandez del Cojo | 1981    | 1983    |
| Germán Sánchez Fabela    | 1983    | 1984    |
| Jesús Fernández del Cojo | 1984    | 1985    |
| Fernando Corona Álvarez  | 1985    | 1986    |
| Germán Sánchez Fabela    | 1986    | 1987    |
| Kurt Visetti Vogelbach   | 1987    | 1989    |
| Antonio Mañón            | 1989    | 1992    |
| José Antonio Roca        | 1992    | 1993    |
| Jesús Fernández del Cojo | 1993    | 1995    |
| Sergio Peláez Farell     | 1995    | 1997    |
| Rafael Lebrija Guiot     | 1997    | 2007    |
| Fernando Corona Álvarez  | 2007    |         |